# Karbala
Karbala ali Kerbala (arabsko كَرْبَلَاء, latinizirano: Karbalāʾ, IPA: [karbaˈlaːʔ]) je mesto v osrednjem Iraku, ki leži približno 100 km jugozahodno od Bagdada in nekaj km vzhodno od jezera Milh, znanega tudi kot jezero Razzaza.[6][7] Karbala je glavno mesto guvernata Karbala in ima ocenjeno 711.530 prebivalcev (2018).
Mesto, najbolj znano kot kraj bitke pri Karbali leta 680 našega štetja ali po svetiščih imama Husayna in imama Al Abasa, velja za sveto mesto za šiitske muslimane. Več deset milijonov šiitskih muslimanov obišče mesto dvakrat letno. Milijoni šiitov se vsako leto spominjajo mučeništva [[Husayn ibn Ali]|Husayn ibn Alija]] in Abbasa ibn Alija.
Do 34 milijonov romarjev obišče mesto, da bi praznovali ʿ'Ašura'ʾ (deseti dan meseca muharem), ki zaznamuje obletnico Husaynove smrti, vendar je glavni dogodek Arba'in (40. dan po Ašuri), kjer jih do 40 milijonov obišče grobove. Večina romarjev potuje peš iz vsega Iraka in več kot 56 držav.

## Etimologija
Med različnimi preiskovalci obstaja veliko mnenj o izvoru besede Karbala. Nekateri so poudarili, da je Karbala povezana z jezikom 'Karbalato', medtem ko drugi poskušajo izpeljati pomen besede z analizo njenega črkovanja in jezika. Sklepajo, da izvira iz skupine Kar Babel starodavnih Babilonske vasi, ki so vključevale Nainava, Al-Ghadirija, Karbela (ali Karb Illu), Al-Navawes in Al-Heer. Ta priimek je danes znan kot Al-Hair in tam je grob Husayna ibn Alija.
Raziskovalec Yaqut al-Hamawi je poudaril, da bi pomen Karbale lahko imel več razlag, ena od njih je, da je kraj, kjer je bil Husayn ibn Ali umorjen, narejen iz mehke zemlje - al-Karbalāt.
Po šiitskem prepričanju je nadangel Gabriel Mohamedu povedal pravi pomen imena Karbala: kombinacija karb (arabsko كَرْب, »dežela, ki bo povzročila veliko agonij«) in balāʾ (arabsko بَلَاء, »nadloge«).

## Zgodovina

### Bitka pri Karbali
Bitka pri Karbali je potekala v golih puščavah na poti proti Kufi 10. oktobra leta 680 (10. muharema 61 po hidžri). Tako Husayna ibn Alija kot njegovega brata Abbasa ibn Alija je pokopalo lokalno pleme Banī Asad v mestu, ki je kasneje postalo znano kot Mašhad Al-Husayn. Do same bitke je prišlo, ker je Husayn zavrnil zahtevo Jazida I. po zvestobi njegovemu kalifatu. Kufanski guverner, Ubaydallah ibn Zijad, je poslal trideset tisoč konjenikov proti Husaynu, ko je potoval v Kufo. Husayn ni imel vojske, bil je s svojo družino in nekaj prijatelji, ki so se jim pridružili, tako da je bilo skupaj okoli 73 moških, vključno s 6-mesečnim Alijem Asgharjem, sinom imama Husayna. Konjenikom pod vodstvom 'Umarja ibn Sa'da je bilo ukazano, naj Husaynu in njegovim privržencem odrečejo vodo, da bi prisilili Husayna, da pristane na prisego zvestobe. 9. muharema je Husayn zavrnil in prosil, da mu dajo noč za molitev. 10. muharema je Husayn ibn Ali molil jutranjo molitev in povedel svoje čete v boj skupaj s svojim bratom Abbasom. Številni Husaynovi privrženci, vključno z vsemi njegovimi sedanjimi sinovi Alijem Akbarjem, Alijem Asgharjem (starim šest mesecev) in njegovimi nečaki Qassimom, Aunom in Muhammadom so bili ubiti.
Leta 63 po hidžri (n. št.) je Yazid ibn Mu'awiya izpustil preživele člane Husaynove družine iz zapora, saj je obstajala grožnja vstaj in nekateri ljudje na njegovem dvoru niso vedeli, s kom se bitka, ko so prišli do vedeli, da so bili Mohamedovi potomci ubiti, so bili zgroženi. Na poti v Meko so se ustavili na kraju bitke. Obstaja zapis o Sulejmanu ibn Suradu, ki je šel na romanje na mesto že leta 65 po hidžri (685 n. št.). Mesto se je začelo kot grobnica in svetišče Husayna ibn Alija, Mohamedovega vnuka in sina Alija ibn Abi Taliba in raslo kot mesto, da bi zadovoljilo potrebe romarjev. Mesto in grobnice so zaporedni muslimanski vladarji močno razširili, vendar so jih napadalne vojske večkrat uničile. Prvotno svetišče je uničil abasidski kalif Al-Mutavakil leta 850, vendar je bilo okoli leta 979 ponovno zgrajeno v sedanji obliki, le da je bilo delno uničeno v požaru leta 1086 in ponovno obnovljeno.

### Zgodnja moderna doba
Tako kot Nadžaf je mesto trpelo zaradi hudega pomanjkanja vode, ki so ga rešili šele v začetku 18. stoletja z izgradnjo jezu na vrhu kanala Husajnija. Leta 1737 je mesto nadomestilo Isfahan v Iranu kot glavno središče šiitskega učenja. Sredi 18. stoletja je do svoje smrti leta 1772 prevladoval dekan Jusuf Al Bahrani, ključni zagovornik šiitske tradicije Akhbari, po kateri je bolj državocentrična šola Usuli postala bolj vplivna.
Vahabiti so oplenili Karbalo 21. aprila 1802 (1216 hidžri), pod vladavino Abdul Aziza bin Muhameda, drugega vladarja prve saudove države, ko je 12.000 vahabitov muslimanov iz Nadžda napadlo mesto Karbala. Napad je sovpadal z obletnico dogodka Ghadir Khum ali 10. muharema. Ta boj je povzročil 3000–5000 smrti in kupola grobnice Husayn ibn Alija je bila uničena. Boj je trajal 8 ur.
Po prvi saudovi državni invaziji je mesto med osmansko vladavino uživalo delno avtonomijo, ki ga je vodila skupina tolp in mafije, ki so bili različno povezani s člani uleme. Da bi ponovno potrdili svojo oblast, je osmanska vojska oblegala mesto. 13. januarja 1843 so osmanske čete vstopile v mesto. Številni mestni voditelji so pobegnili in obrambo mesta večinoma prepustili trgovcem. Približno 3000 Arabcev je bilo ubitih v mestu in dodatnih 2000 zunaj obzidja (to je predstavljalo približno 15 % običajnega prebivalstva mesta). Turki so izgubili 400 mož. To je spodbudilo številne študente in učenjake, da so se preselili v Nadžaf, ki je postal glavno šiitsko versko središče. Med letoma 1850 in 1903 je Karbala uživala velikodušen pritok denarja prek zapuščine Oudh. Šiitska indijska provinca Avadh, ki jo Britanci poznajo kot Oudh, je vedno pošiljala denar in romarje v sveto mesto. Denar Oudh, 10 milijonov rupij, izvira iz leta 1825 od Awadh Nawab Ghazi-ud-Din Haider. Ena tretjina naj bi šla k njegovim ženam, drugi dve tretjini pa v sveti mesti Karbala in Nadžaf. Ko so njegove žene leta 1850 umrle, se je denar z obrestmi nakopičil v rokah Britanske vzhodnoindijske družbe. EIC je poslal denar v Karbalo in Nadžaf po željah žena, v upanju, da bo vplival na Ulemo v korist Britanije. To prizadevanje za pridobitev naklonjenosti se na splošno šteje za neuspešno.
Leta 1915 je bila Karbala prizorišče vstaje proti Osmanskemu cesarstvu.
Leta 1928 je bil izveden pomemben projekt izsuševanja, da bi mesto razbremenili nezdravih močvirij, ki so nastala med kanaloma Hussainiya in Bani Hassan na Evfratu.
Obramba mestne hiše v Karbali – niz spopadov, ki so potekali od 3. aprila do 6. aprila 2004, med iraškimi uporniki Mahdijeve vojske, ki so poskušali osvojiti mestno hišo, ter branilnimi poljskimi in bolgarskimi vojaki iz Večnacionalne divizije Central-Jug
Leta 2003 po ameriški invaziji je mestni svet Karbale poskušal izvoliti podpolkovnika marinarske pehote ZDA Matthewa Lopeza za župana. Navidezno zato, da njegovi marinci, izvajalci in sredstva ne bi mogli oditi.
14. aprila 2007 je avtomobil bomba eksplodirala približno 180 m od svetišča Husayn, pri čemer je bilo ubitih 47 in ranjenih več kot 150.
19. januarja 2008 je 2 milijona iraških šiitskih romarjev korakalo skozi mesto Karbala v Iraku, da bi počastili spomin na Ašuro. 20.000 iraških vojakov in policistov je varovalo dogodek sredi napetosti zaradi spopadov med iraškimi vojaki in šiiti, v katerih je bilo ubitih 263 ljudi (v Basri in Nasiriji).

## Verski pomen

### Mezopotamija v Koranu
Nekateri šiiti menijo, da se ta verz Korana nanaša na Irak, deželo šiitskih svetih krajev Kufa,  Nadžaf, Karbala, Kadhimijah in Samara, od monoteistična pridigarja Ibrāhīm (Abraham) in Lūṭ (Lot), ki v islamu veljata za preroka, naj bi živela v starodavnem iraškem mestu Kutha Rabba, preden sta šla k »Sveti deželi«.
Nato smo ga (Ibrahima) skupaj z Lotom izročili v deželo, ki smo jo zasuli z blagoslovi za vse ljudi.— Koran 21:71
Poleg zgodbe o Abrahamu in Lotu v politeistični Mezopotamiji, so v Koranu odlomki o gori Judi, Babil ("Babilon") in Qaryat Yunus (»Jonovo mesto«).

### Hadis
Obstaja veliko šiitskih izročil, ki pripovedujejo o statusu Karbale:
»Karbala, kjer bodo ubili vašega vnuka in njegovo družino, je najbolj blagoslovljena in sveta dežela na Zemlji in je ena od rajskih dolin.« — Nadangel Gabriel
»Bog je izbral deželo Karbalo kot varno in blagoslovljeno svetišče, štiriindvajset tisoč let preden je ustvaril deželo Ka'ba in jo izbral za svetišče. Resnično bo [Karbala] sijaj med rajskimi vrtovi, kot sijoča zvezda sije med zvezdami za ljudi na Zemlji.«— Zayn al-Abidin
Tako je grobnica umrlega imama pridobila ta velik pomen v šiitskem izročilu, ker so imam in njegovi somučeniki obravnavani kot modeli džihada na Božji poti. Šiiti verjamejo, da je Karbala eden najsvetejših krajev na Zemlji.

## Verski turizem
Karbala, poleg Nadžafa, velja za cvetočo turistično destinacijo za šiitske muslimane in turistična industrija v mestu se je razcvetela po koncu vladavine Sadama Huseina. Nekatere atrakcije verskega turizma so:
- Svetišče Al Abbasa
- Svetišče imama Husayna
- Evfrat
- Ruševine Mudžade, približno 40 km zahodno od mesta[26]

Arba'in je ogromen letni romarski dogodek, ki poteka v Karbali. Velja za eno največjih miroljubnih srečanj na svetu. Leta 2017 se je romanja udeležilo približno 30 milijonov ljudi.